# Vladko Šalamanov
Vladko Dimitrov Šalamanov (in bulgaro Владко Димитров Шаламанов?; Sofia, 25 aprile 1967) è un ex calciatore bulgaro, di ruolo centrocampista.